# ボツワナ大学
ボツワナ大学（ツワナ語: University ya Botswana、英語: University of Botswana、略称: UB）は、ボツワナの大学。ボツワナ初の高等教育機関として1982年に創設された。大学は、首都ハボローネに2ヶ所、フランシスタウンとマウンにそれぞれ1ヵ所ずつ、計4つのキャンパスから成る。
ボツワナ大学には、経営学部、教育学部、工学部、人文科学部、自然科学部、社会科学部の計6学部が設置されている。2009年にオーストラリア・メルボルン大学と共同して学生を登録する予定である。

## 前史
もともと、アフリカ南部三ヶ国は共同でボツワナ・レソト･スワジランド大学を設立していたが、1975年にレソトがレソト国立大学を新設して脱退。大学の本部がレソトにあったため、残り2ヶ国はボツワナ及びスワジランド大学を新設するも、1982年にスワジランド大学と分離した。

## 学部
- 経営学部
  - 財務会計学科
  - 経営管理学科
  - マーケティング学科

- 教育学部
  - 成人教育学科
  - 基礎教育学科
  - 教育技術学科
  - 家政学科
  - 人文社会科学学科
  - 数学・自然科学学科
  - 看護学科
  - 体育・健康・レクレーション学科
  - 初等教育学科

- 工学部
  - 建築学科
  - 土木学科
  - 電気学科
  - 工業デザイン学科
  - 技術学科
  - Certificate and Diploma Programmes Unit

- 人文科学部
  - アフリカ文学科
  - 英文学科
  - フランス学科
  - 歴史学科
  - 司書・情報学学科
  - 情報メディア学科
  - 神学科

- 自然科学部
  - 生物科学学科
  - 化学科
  - コンピュータ学科
  - 環境衛生学科
  - 環境科学学科
  - 地理学科
  - 数学科
  - 物理学科

- 社会科学部
  - 人口統計学科
  - 経済学科
  - 法律学科
  - 行政管理学科
  - 人口問題学科
  - 心理学科
  - 社会福祉学科
  - 社会学科
  - 統計学科

## 大学院
1983年には大学院が設置され、現在35の修士課程と8の博士課程がある。